# Ludwig Leist

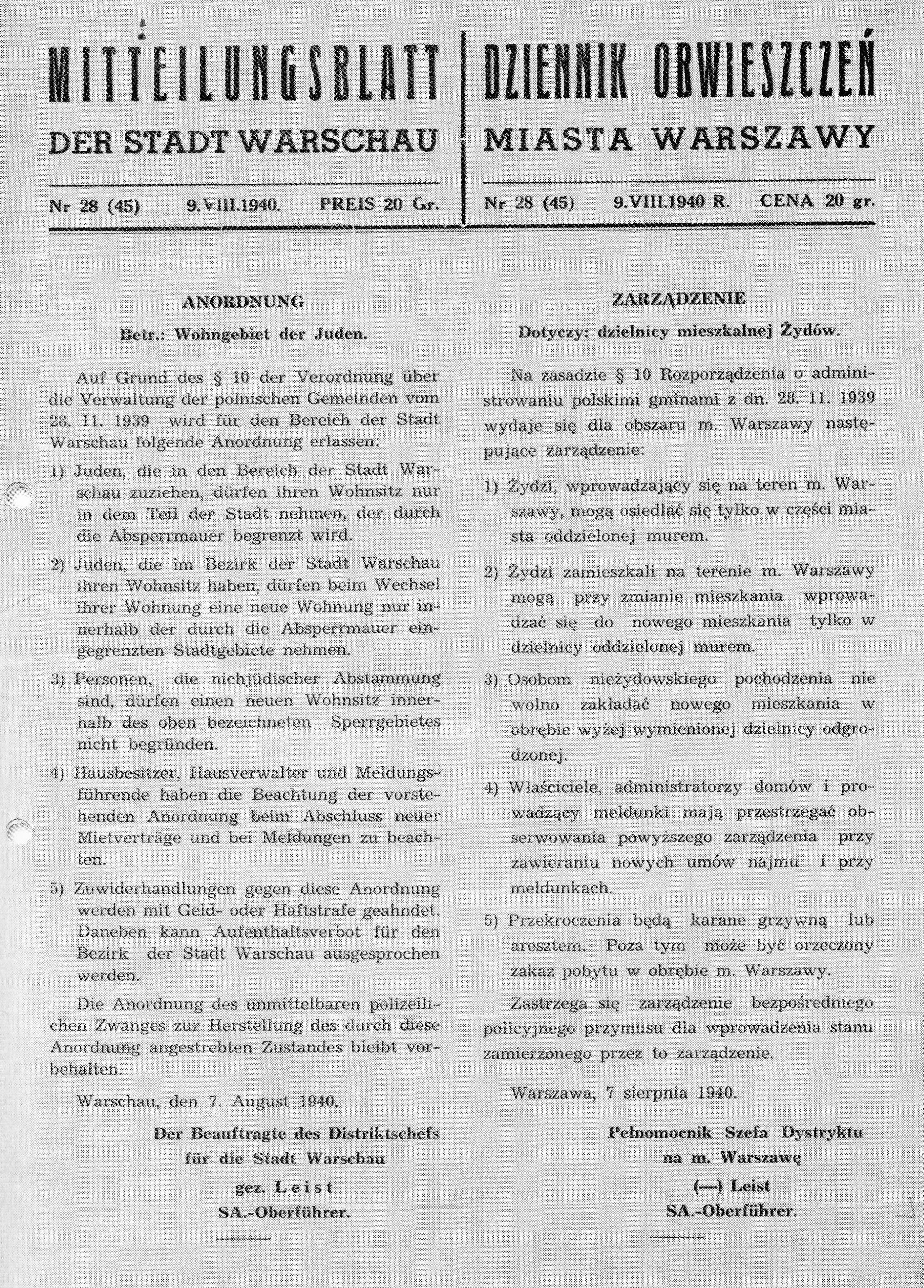
Anordnung Ludwig Leists zur Umsiedlung der Juden in das Warschauer Ghetto, 7. August 1940.

Ludwig Leist (* 14. März 1891 in Kaiserslautern; † 9. Januar 1967 in Murnau) war ein deutscher Verwaltungsbeamter, SA-Führer und Stadthauptmann von Warschau im deutsch besetzten Polen während des Zweiten Weltkrieges.

## Leben
Leist besuchte die Volksschule. Er trat 1908 in das bayrische 8. Infanterieregiment ein. Nach Ausbruch des Ersten Weltkrieges leistete er Kriegsdienst, zuletzt im Rang eines Leutnants. Nach Kriegsende wurde er aus der Armee entlassen und wechselte 1921 in die Reichszollverwaltung, wo er bis 1934 tätig war und zum Oberzollinspektor befördert wurde. Danach war er bei der Verwaltung der Stadt Würzburg angestellt, dort Stadtrat und für die SA-Standarte Würzburg tätig. Zum 1. Oktober 1930 war er bereits der NSDAP (Mitgliedsnummer 317.535) und der SA beigetreten. Er kandidierte im Rang eines SA-Standartenführers erfolglos für die Reichstagswahl 1938.
Nach dem Überfall auf Polen gehörte er zu einer Gruppe von 20 Beamten aus Würzburg, die im deutsch besetzten Warschau in der Stadtverwaltung unter Oskar Rudolf Dengel tätig waren. Als Nachfolger Dengels war Leist ab Mitte März 1940 zunächst Beauftragter des Gouverneurs für die Stadt Warschau unter Ludwig Fischer und hatte seinen Dienstsitz im Blank-Palast. Von September 1941 bis zum 31. Juli 1944 war er Stadthauptmann in Warschau. Innerhalb der SA bekleidete er zuletzt den Rang eines Brigadeführers. Leist war in Warschau maßgeblich an antijüdischen Maßnahmen beteiligt.
Nach Kriegsende befand sich Leist in westalliierter Internierung und wurde nach Polen ausgeliefert. Mit dem Gouverneur des Distrikts Warschau Ludwig Fischer, dem Kommandanten der Sicherheitspolizei in Warschau Josef Meisinger und dem Leiter der Ordnungspolizei Max Daume wurde er in Warschau vor dem Obersten Nationalen Tribunal aufgrund von in Warschau begangener Verbrechen im Dezember 1946 angeklagt. Fischer, Meisinger und Daume wurden Anfang März 1947 zum Tode verurteilt und später hingerichtet. Da Leist im Vergleich zu den anderen Verurteilten weniger schwere Verbrechen zur Last gelegt wurden, erhielt er eine achtjährige Haftstrafe. Leist wurde am 17. Januar 1954 aus der Haft in die Bundesrepublik entlassen. Ein Ermittlungsverfahren der Staatsanwaltschaft Würzburg gegen Leist wurde schließlich eingestellt.